# Hermannskoppe
Die Hermannskoppe ist mit 567 m ü. NHN  der höchste Berg im hessischen Teil des Spessarts im Main-Kinzig-Kreis.

## Geographie

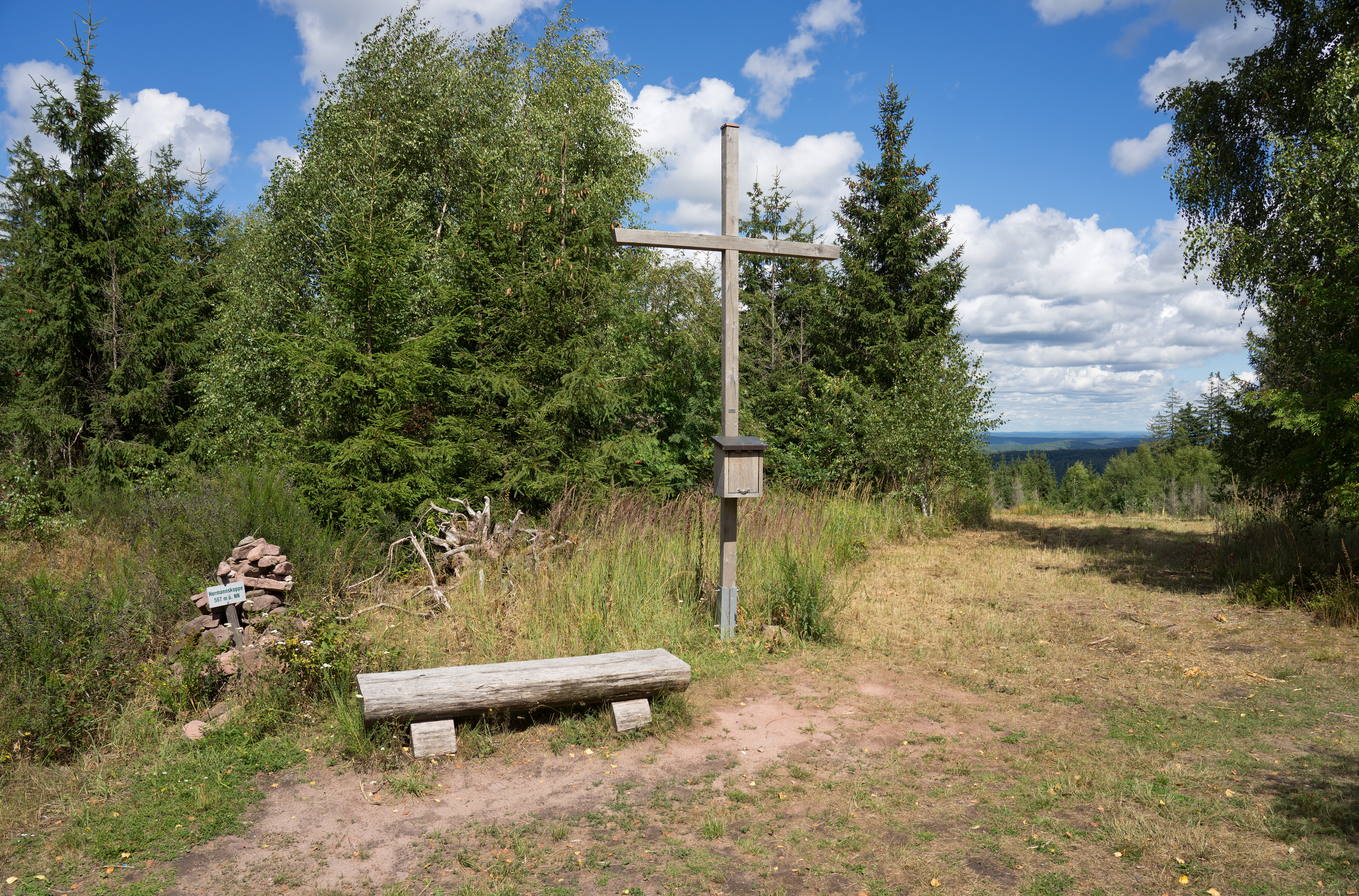
Steinmann auf dem Gipfel der Hermannskoppe

Die Hermannskoppe ist der vierthöchste Berg des Spessarts. Ihr Gipfel befindet sich auf der Gemarkung von Lohrhaupten, einem Gemeindeteil von Flörsbachtal, etwa 100 Meter östlich der Grenze zwischen Bayern und Hessen. Nordwestlich des Gipfels verläuft die Landstraße zwischen Lohrhaupten (Hessen) und Ruppertshütten (Bayern). Der Berg wurde im Januar 2007 durch den Orkan Kyrill teilweise entwaldet.
Über die Hermannskoppe verlaufen der Fränkische Marienweg und die historische Birkenhainer Straße mit dem ehemaligen Zollhaus Bayerische Schanz. In ihrer Nähe befindet sich der Wald der Stille. An die bayerischen Osthänge ziehen sich die Gemarkungen von Rengersbrunn, Ruppertshütten und des gemeindefreien Gebietes Ruppertshüttener Forst. Südlich der Hermannskoppe liegt der Eichenberg, dazwischen der Lohrberg (537 m), östlich befand sich das Kloster Einsiedel. In einem Tal westlich der Hermannskoppe entspringt der Sperkelbach.